# Jonathan Hogg
Jonathan Lee Hogg (Middlesbrough, 6 de dezembro de 1988) é um futebolista profissional inglês que atua como meio-campista.

## Carreira

### Aston Villa
Jonathan Hogg se profissionalizou no Aston Villa, em 2009.

### Huddersfield Town
Jonathan Hogg se transferiu para o Huddersfield Town, em 2013.

## Títulos
Huddersfield Town
- EFL Championship play-offs: 2016–17[2]